# Constance Markievicz
Constance Georgine Markievicz (Londen, 4 februari 1868 – Dublin, 15 juli 1927) was een Iers politicus, revolutionair, pamflettist, nationalist, suffragette en socialist, afkomstig uit de Brits-Ierse landadel. In de volksmond werd ze Countess Markievicz genoemd of soms The Rebel Countess.
Als landschapsschilder verkeerde ze aanvankelijk in artistieke en literaire kringen. In 1898 raakte Markievicz actief betrokken bij de nationalistische politiek in Ierland. Later sloot zij zich aan bij Sinn Féin en was medeoprichter van verschillende andere (patriottische) organisaties, zoals  de jeugdorganisatie Fianna Éireann, de vrouwenorganisatie Cumann na mBan en het privéleger Irish Citizen Army. Vanwege haar activisme werd Constance Markievicz meermalen gevangen gezet. Na haar deelname aan de Paasopstand – waarmee Ierse republikeinen in 1916 probeerden de Britse overheersing te beëindigen en een Ierse Republiek te stichten – is zij ter dood veroordeeld. Op grond van haar geslacht werd die straf omgezet naar levenslang. Ze werd vrijgelaten bij de algemene amnestie die de regering in Londen in 1917 verleende aan alle deelnemers aan de opstand.
Een jaar later was zij de eerste vrouw die in het Britse Lagerhuis werd verkozen. Zij nam echter geen zitting in het Lagerhuis, maar vormde samen met de andere parlementsleden van Sinn Féin het eerste Dáil Éireann (het lagerhuis in het Iers parlement). Markievicz was minister van Arbeid van april 1919 tot januari 1922, in het tweede en derde kabinet van de revolutionaire Ierse Republiek. Daarmee werd ze zowel de eerste vrouwelijke minister in Ierland, als de tweede vrouwelijke minister in Europa.
Markievicz verliet de regering in januari 1922 en vocht vervolgens actief voor de republikeinse zaak in de Ierse Burgeroorlog. Ze verliet Sinn Féin en voegde zich in 1926 bij de nieuw op te richten partij Fianna Fáil. Bij de algemene verkiezingen van juni 1927 werd ze herkozen. Zij stierf echter voordat ze zitting kon nemen in het parlement.

## Jeugd

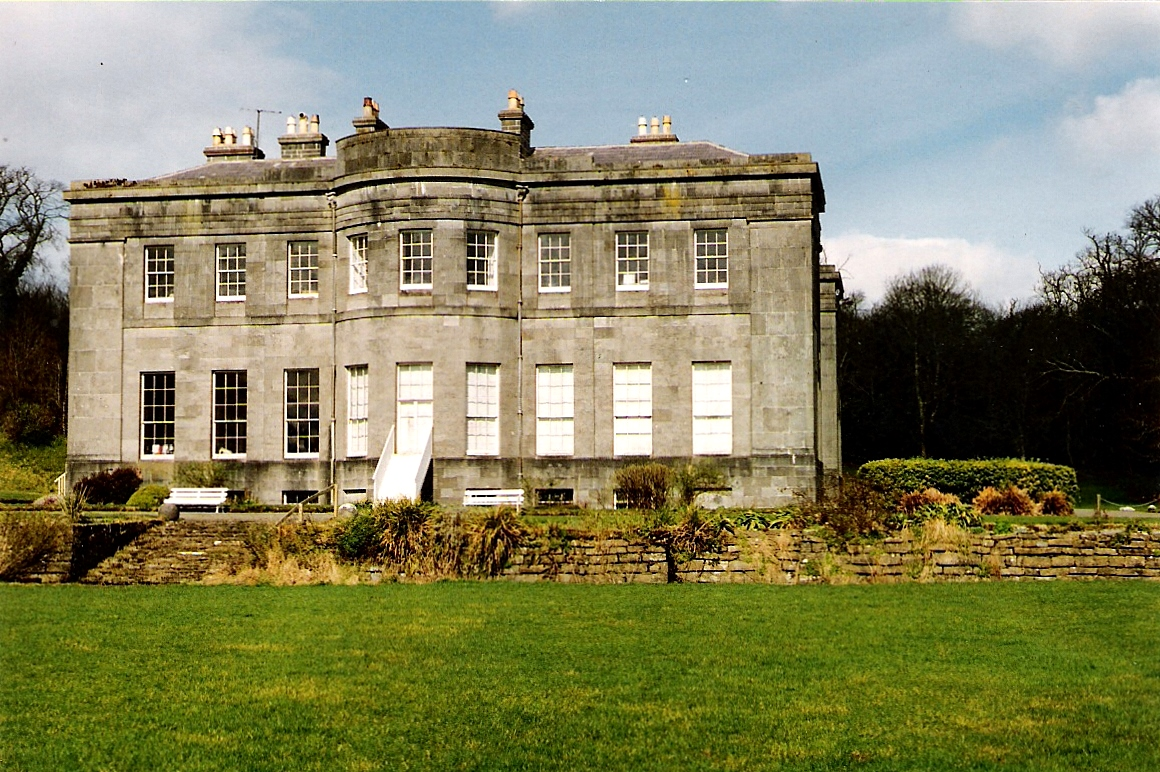
Lissadell House

Constance Georgine Gore-Booth werd in 1868 geboren in Buckingham Gate, een straat in de wijk Westminister in Londen. Zij was de oudste dochter van Lady Georgina Hill en de Arctische ontdekkingsreiziger en avonturier Sir Henry Gore-Booth, 5e baronet. Haar vader was een Engels-Ierse landgoedeigenaar, die een landgoed van 100 km2 bestierde.
Tijdens de Ierse hongersnood van 1879-1880 verstrekte Sir Henry gratis voedsel aan de huurders op zijn landgoed Lissadell House in het noorden van County Sligo, in het noordwesten van Ierland. Haar vader inspireerde Constance en haar jongere zus Eva daarmee tot sterke betrokkenheid bij arbeiders en de armen.
De zussen waren jeugdvrienden van de dichter WB Yeats, die Lissadell House vaak bezocht. Zij werden beïnvloed door zijn artistieke en politieke ideeën. Yeats schreef een gedicht over hen, "In memory of Eva Gore-Booth en Con Markievicz", waarin hij de zusters beschreef als "twee meisjes in zijden kimono's, beide mooi, één een gazelle" (de gazelle is Constance).
Eva raakte later in Groot-Brittannië betrokken bij de arbeidersbeweging en het vrouwenkiesrecht; Constance deelde deze idealen van haar zuster in eerste instantie niet.

## Huwelijk

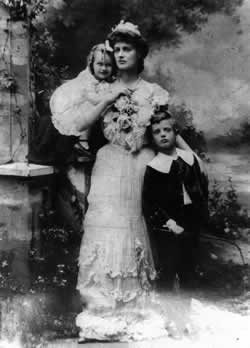
Constance Markievicz met haar dochter en stiefzoon in 1904

Constance Gore-Booth besloot om zich toe te gaan leggen op schilderen, maar toentertijd accepteerde slechts één kunstacademie in Dublin vrouwelijke studenten. In 1892 ging zij daarom studeren aan de Slade School of Art in Londen. Daar woonde  ze in het Alexandra House for Art Pupils, aan Kensington Gore, ten zuiden van Hyde Park. Een van de ouderejaars, die toen ook in Alexandra House woonde, was de Brits-Belgische kunstenares Blanche Georgiana Vulliamy.
Gore-Booth begon in die tijd voor het eerst politiek actief te worden en sloot zich aan bij de National Union of Women's Suffrage Societies (NUWSS). In 1898 verhuisde ze naar Parijs en daar schreef zij zich in aan de prestigieuze Académie Julian, waar ze haar toekomstige echtgenoot Casimir Dunin-Markievicz ontmoette. Hij was een kunstenaar uit een rijke Poolse familie uit Oekraïne.
Casimir Markievicz stond in Parijs bekend als ‘Comte Markievicz’. Toen familieleden van Constance informatie inwonnen over de geldigheid van die titel, bracht de Russische geheime politie hen ervan op de hoogte dat hij de titel "zonder recht" had aangenomen en dat er nooit een "graaf Markievicz" in Polen was geweest. Het Departement voor Genealogie in Sint-Petersburg zei echter dat hij wel gerechtigd was zich van adel te noemen.
Markievicz was destijds getrouwd, hoewel het paar gescheiden van tafel en bed leefde. Zijn vrouw stierf echter in 1899 en hij huwde Constance Gore-Booth op 29 september 1900 in Londen. Sindsdien werd zij  aangesproken als "gravin Markievicz". In november 1901 beviel ze in Lissadell House van hun dochter Maeve. Het meisje werd opgevoed door haar grootouders Gore-Booth en raakte uiteindelijk van haar moeder vervreemd, doordat deze in Oekraïne woonde. Voor Casimirs zoon Stanislas was Constance wel als een moeder. Gedrieën verhuisden zij enkele jaren later naar Ierland.

## Dublin

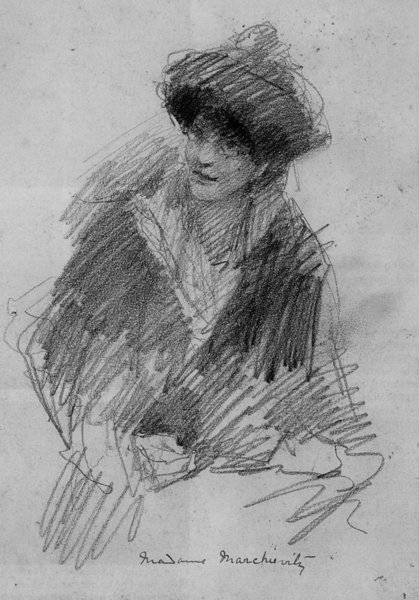
Schets van Constance Markievicz door John Butler Yeats

De familie Markievicz vestigde zich in 1903 in Dublin en verkeerde in artistieke en literaire kringen. Constance verwierf een reputatie als landschapsschilder. In 1905 ondersteunde zij, samen met de kunstenaars Sarah Purser, Nathaniel Hone, Walter Osborne en John Butler Yeats, de oprichting van de United Arts Club, een initiatief om iedereen met een artistieke of literaire gave met elkaar in contact te brengen.
Deze groep omvatte leidende personen uit de Gaelic League, een bond die was opgericht door de toekomstige eerste president van Ierland, Douglas Hyde. Hoewel deze bond formeel apolitiek was en zich bezighield met het behoud van de Ierse taal en cultuur, bracht hij veel patriotten en toekomstige politieke leiders samen.
Sarah Purser, die de jonge zusters Gore-Booth in 1882 in opdracht had geportretteerd, organiseerde regelmatig salonmiddagen waar kunstenaars, schrijvers en intellectuelen bijeenkwamen uit de kampen aan weerszijden van de nationalistische scheidslijn. Tijdens zo’n gelegenheid bij Purser ontmoette Markievicz de revolutionaire patriotten Michael Davitt, John O'Leary en Maud Gonne.
In 1907 huurde Constance Markievicz een huisje op het platteland bij Dublin. De vorige huurder, de dichter Padraic Colum, had verschillende edities achtergelaten van The Peasant en Sinn Féin. Deze revolutionaire tijdschriften propageerden de Ierse onafhankelijkheid van de Britse overheersing. Toen Markievicz de artikelen hierin las, besloot zij in actie te komen.

## Politieke activiteiten

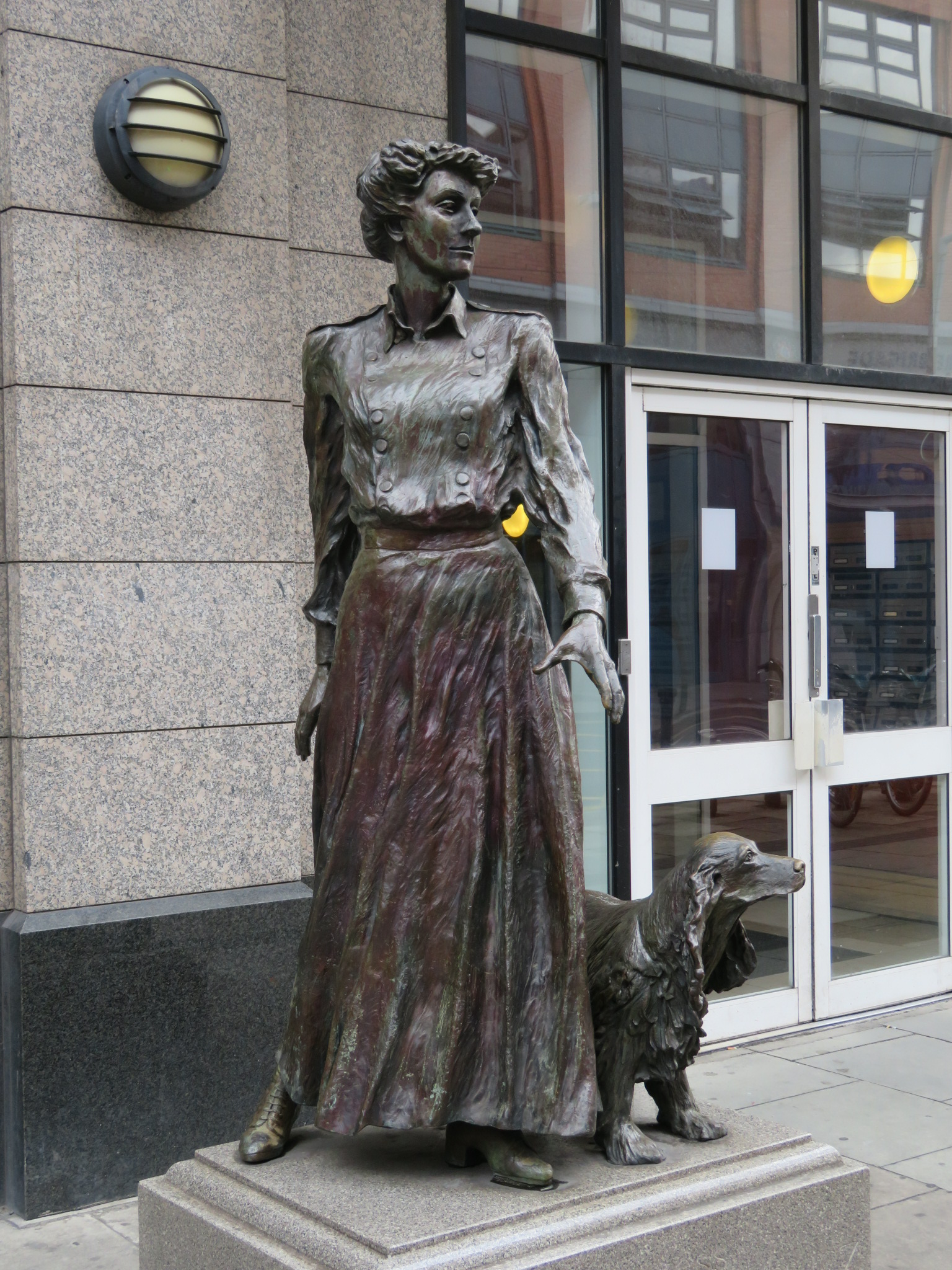
Beeldhouwwerk van Constance Markievicz in het Markievicz Leisure Centre, Dublin

In 1908 raakte Markievicz actief betrokken bij de nationalistische politiek in Ierland. Zij sloot zich aan bij de beweging Sinn Féin en bij Inghinidhe na hÉireann ('Dochters van Ierland'), een revolutionaire vrouwenbeweging opgericht door actrice en activiste Maud Gonne, de muze van WB Yeats. Toen Markievicz naar de eerste vergadering van deze vrouwenbeweging ging, kwam zij rechtstreeks uit Dublin Castle – het centrum van de Britse macht in Ierland – gekleed in een satijnen baljurk en getooid met een tiara ingelegd met diamanten. Uiteraard bekeken de andere leden haar daardoor vijandig. Deze benadering, die haaks stond op de ‘koutou’ waarmee zij gewoonlijk werd bejegend, ervoer zij als verfrissend en maakte haar alleen maar gretiger om aan de vrouwenbeweging deel te nemen. Zij trad met Maud Gonne op in verschillende toneelstukken in het nieuw gebouwde Abbey Theatre, een instituut dat een belangrijke rol zou gaan spelen in de opkomst van het cultureel nationalisme.
Datzelfde jaar speelde Markievicz een dramatische rol in de tactiek voor de campagne van de suffragettes om zich tegen de herverkiezing van Winston Churchill in het Britse parlement te kanten tijdens de ‘Manchester North West by-election’. Om de zaak van de suffragettes te promoten maakte zij flamboyant haar opwachting in dit kiesdistrict, terwijl ze de vier witte paarden mende die haar ouderwetse koets voorttrokken. Een man interrumpeerde haar vervolgens tijdens een toespraak en vroeg of zij een diner kon bereiden, waarop zij antwoordde: “Jawel. Kunt u een vierspan mennen?”
Haar zus Eva was inmiddels naar Manchester verhuisd om bij haar medesuffragette en partner Esther Roper in te trekken en beiden voerden samen met Constance Markievicz campagne tegen Churchill. Winston Churchill verloor de verkiezingen ten faveure van de conservatieve kandidaat William Joynson-Hicks, deels ten gevolge van de oppositie van de suffragettes.

### Fianna Éireann
In 1909 richtten Markievicz en Bulmer Hobson de jeugdorganisatie Fianna Éireann op, een paramilitaire nationalistische scoutingorganisatie die tienerjongens instrueerde in het gebruik van vuurwapens. Tijdens de eerste bijeenkomst op 16 augustus 1909 werd ze bijna uit de organisatie gezet, omdat vrouwen geen deel zouden mogen uitmaken van een beweging die fysiek geweld gebruikte. Maar Hobson steunde haar en zij werd in het bestuur gekozen.

### Irish Republican Brotherhood
In 1911 werd ze voor de eerste keer gevangen gezet, voor haar toespraak tijdens een demonstratie van de Irish Republican Brotherhood (Iers Republikeinse Broederschap) die was bijgewoond door 30.000 mensen en werd georganiseerd om te protesteren tegen het bezoek van George V aan Ierland. Tijdens dit protest deelde Markievicz pamfletten uit, hield zij grote spandoeken op met de tekst: Lief land, je bent nog niet veroverd. Ook gooide zij stenen naar foto's van de koning en de koningin en probeerde ze de gigantische Britse vlag die van Leinster House af was gehaald te verbranden.
James McArdle werd vervolgens ten onrechte een maand lang gevangen gehouden voor dit incident, ondanks het feit dat Constance Markievicz in de rechtbank had verklaard dat zij de verantwoordelijke was. Haar vriendin Helena Molony werd gearresteerd voor haar aandeel in het stenen gooien. Zij was daarmee, sinds de radicale protesten van de Ladies Land League (1881-1882), de eerste vrouw in Ierland die werd berecht en gevangen gezet voor een politieke daad.

### Irish Citizen Army
Markievicz werd ook lid van James Connolly's socialistische Irish Citizen Army (ICA), het Iers Burger Leger, een kleine vrijwilligersknokploeg opgericht in reactie op de ‘lock-out’ van 1913, om demonstrerende arbeiders te beschermen tegen de politie. Aan haar is het volgende modeadvies voor vrouwelijke leden van het ICA toegeschreven. "Kleed je passend in korte rokjes en stevige laarzen, laat je juwelen in je kluis bij de bank en koop een revolver."
Countess Markievicz ronselde in deze functie vrijwilligers voor het schillen van aardappels in een souterrain, terwijl zij met anderen voedsel uitdeelde. Aangezien zij al dit voedsel uit eigen zak betaalde, was Markievicz gedwongen om veel leninigen aan te gaan en al haar juwelen te verkopen. In datzelfde jaar runde zij met de Inghinidhe na hÉireann ook een gaarkeuken om arme schoolkinderen van soep te voorzien.

## Paasopstand

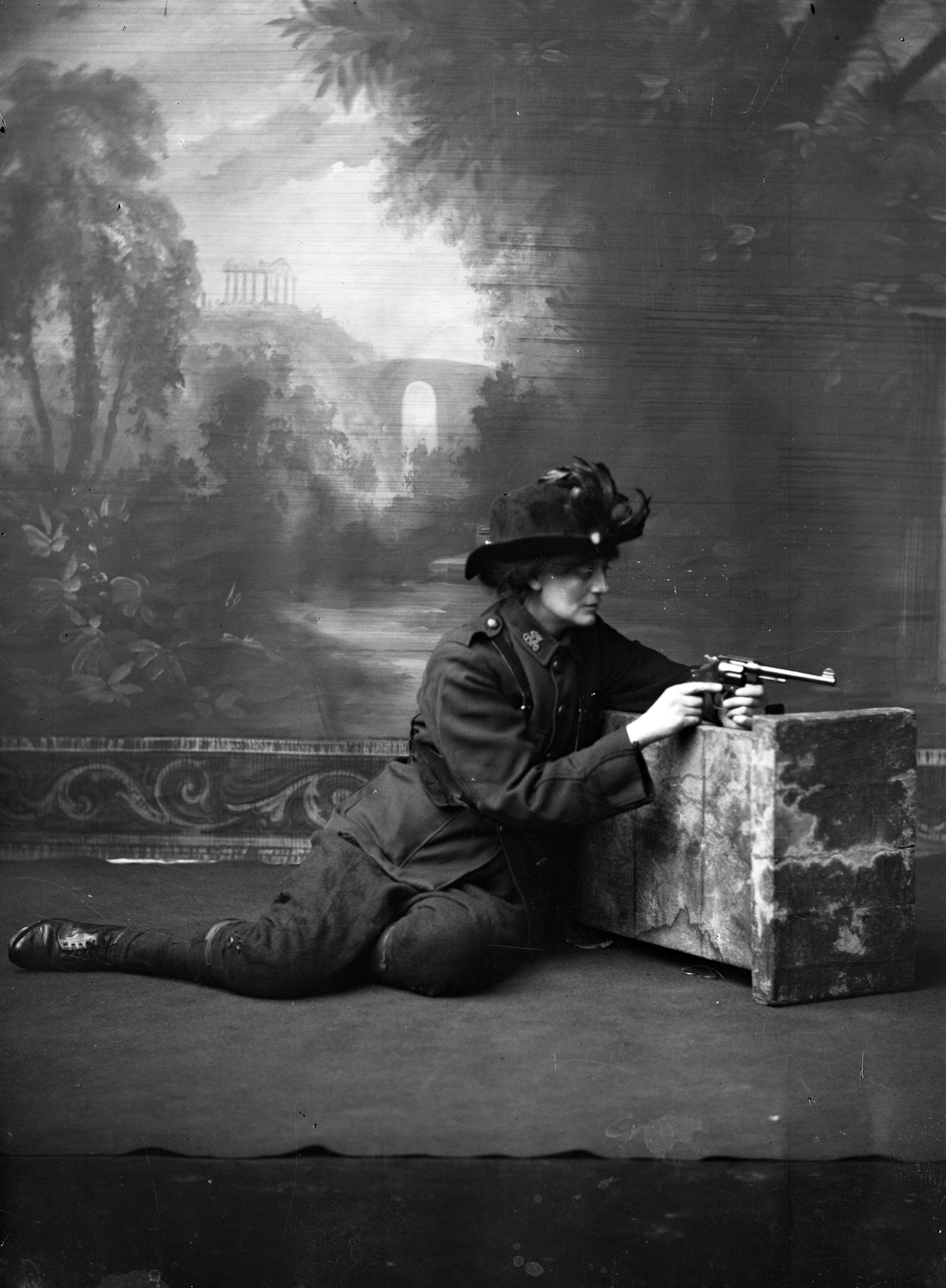
Markievicz inspecteert in uniform een Colt New Service Model 1909 revolver (geposeerd omstreeks 1915)

Nadat Constance Markievicz’ echtgenoot Casimir in 1913 was teruggekeerd naar Oekraïne, wijdde zij zich meer en meer aan het ICA en speelde een belangrijke rol in de aanloop naar de opstand waarmee dit burgerleger Ierland naar onafhankelijkheid wilde leiden. Constance Markievicz was sterk geïnspireerd door ICA-oprichter James Connolly. Zij ontwierp het uniform van het burgerleger, schreef het Fianna handboek en componeerde het volkslied, gebaseerd op de melodie van een Pools liedje.
Als lid van het ICA nam Markievicz ook concreet deel aan de Paasopstand van 1916. Tijdens die opstand vocht ze in St. Stephen's Green. Lange tijd is verondersteld dat Markievicz na Michael Mallin tweede was in de chain of command, de hiërarchie in het ICA. In werkelijkheid was dat Christopher "Kit" Poole. Haar rang was luitenant. Zij leidde het opwerpen van barricades op tweede Paasdag en verwondde in het heetst van de strijd rond St Stephen's Green een scherpschutter van het Britse leger. Er werden loopgraven gegraven in The Green, afgeschermd door de toegangspoort. Maar de troepen van het Citizen Army trokken zich al snel terug naar de Royal College of Surgeons aan de westkant van St Stephen's Green, toen de Britten vanaf de daken van hoge gebouwen aan de noordkant daarvan met scherp uit machinegeweren en karabijnen op hen schoten.
Markievicz zou daar de eerste ochtend agent Lahiff, een lid van de ongewapende Dublin Metropolitan Police, hebben neergeschoten. Lahiff overleed aan zijn verwondingen. Wijkverpleegkundige Geraldine Fitzgerald vermeldde in haar dagboek wat zij zag, toen ze terugkeerde naar het verpleegstershuis aan de zuidwestelijke hoek van The Green.
Een dame in een groen uniform, hetzelfde als de mannen droegen (korte broek, armzalige hoed met groene veren, etc.), de veren waren het enige vrouwelijke aan haar verschijning, stond op het voetpad orders uit te delen aan mannen, een revolver in één hand en een sigaret in de andere. Wij herkenden haar als de gravin de Markievicz – zo’n exemplaar van vrouw-zijn. Er waren andere vrouwen in het park, soortgelijk uitgedost, die heen en weer liepen om water naar de mannen te brengen. We hadden pas een paar minuten staan kijken, toen er een politieagent het pad uit Harcourt Street af kwam lopen. Hij had maar een klein stukje gelopen, toen we een schot hoorden en hem voorover op zijn gezicht zagen vallen. De gravin rende triomfantelijk het park in en zei ‘Ik heb hem’ en enkele rebellen schudden haar de hand en leken haar te feliciteren.— Geraldine Fitzgerald

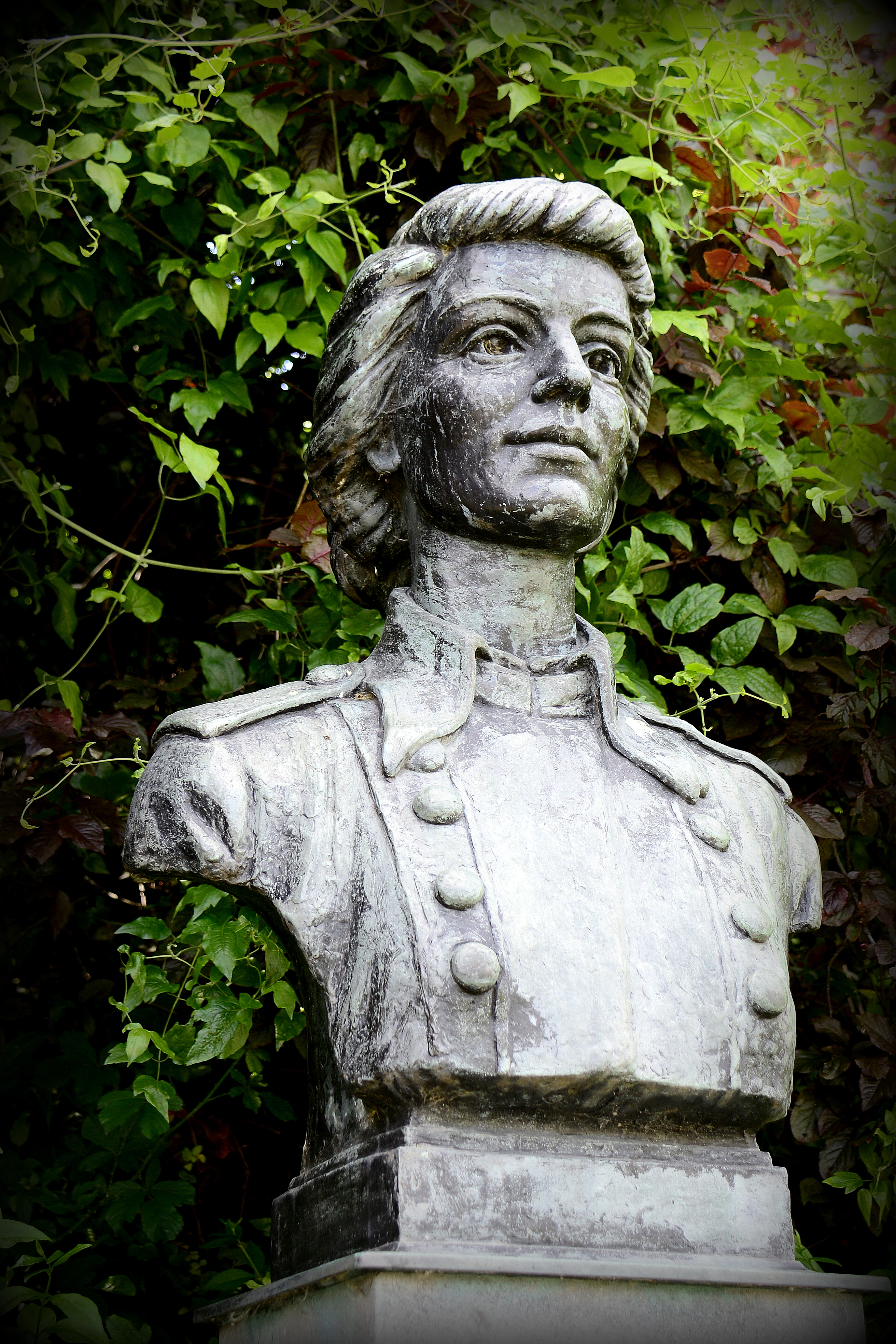
De buste van Constance Markievicz in St. Stephen's Green in Dublin

Andere getuigen verklaarden dat Markievicz in de City Hall – het stadhuis van Dublin – was op het tijdstip waarop de bewuste politieagent werd neergeschoten en pas later bij St Stephen's Green arriveerde.
Het garnizoen bij St Stephen's Green hield zes dagen stand en beëindigde de gevechten pas, toen de Britten hun een kopie van het bevel tot overgave van opstandsleider Pádraig Pearse brachten. De Britse officier die hun overgave accepteerde, kapitein Henry de Courcy Wheeler, was saillant genoeg gehuwd met de nicht van Constance Markievicz.

## Gevangenschap

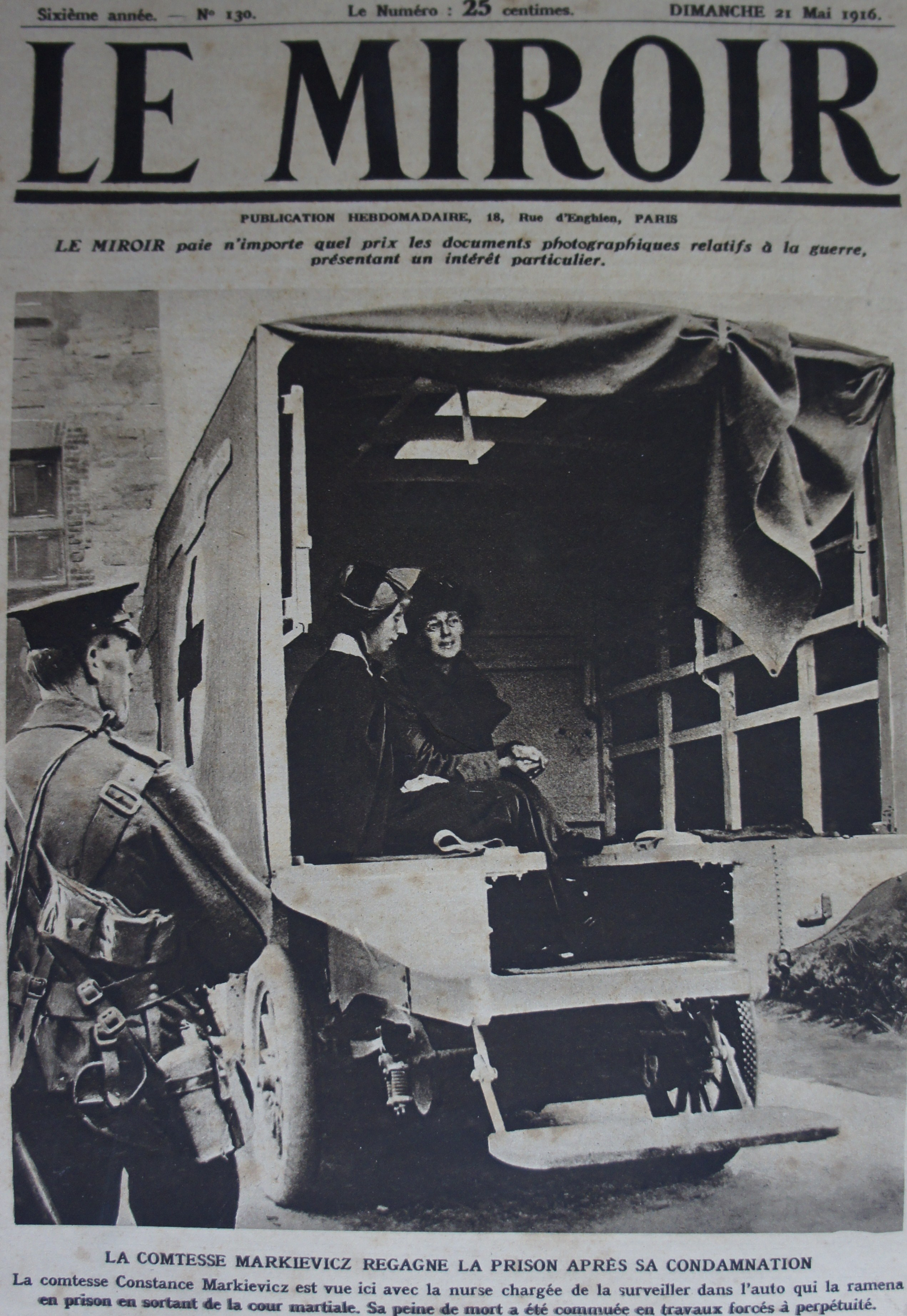
Berichtgeving van de veroordeling van Countess Markievicz in de Franse krant Le Miroir van zondag 21 mei 1916

De gevangenen werden naar Dublin Castle gebracht. Onderweg zijn zij uitgejouwd door een menigte, terwijl ze door de straten van Dublin moesten lopen. Constance Markievicz is vervolgens naar Kilmainham Gaol vervoerd. Daar was zij de enige van zeventig vrouwelijke gevangenen die in eenzame opsluiting werd geplaatst.
Tijdens de krijgsraad op 4 mei 1916 pleitte Markievicz onschuldig op de beschuldiging van "deelname aan een gewapende opstand ... met het doel de vijand te helpen". Zij pleitte echter schuldig, op de aanklacht dat ze zou hebben geprobeerd "de burgerbevolking aan te zetten tot afkeer jegens Zijne Majesteit". Markievicz verklaarde dienaangaande tegen de rechtbank: "Ik ben eropuit getrokken om te vechten voor de vrijheid van Ierland en het maakt niet uit wat er met mij gebeurt. Ik deed wat ik dacht dat goed was en ik blijf daarbij."
Zij werd ter dood veroordeeld, maar de rechtbank beval clementie aan, "uitsluitend en alleen vanwege haar geslacht". Die straf werd omgezet in een levenslange gevangenisstraf. Toen gravin Markievicz dit te horen kreeg, zei zij tegen haar gevangennemers: "Ik wou dat jullie stelletje het fatsoen had gehad om mij dood te schieten".
Markievicz werd overgebracht naar Mountjoy Prison en in juli 1916 naar de Aylesbury Prison in Engeland. Ze is in 1917 uit die gevangenis ontslagen, samen met anderen die betrokken waren bij de Opstand, omdat de regering in Londen algemene amnestie toekende aan degenen die daaraan hadden deelgenomen.

## Parlementslid

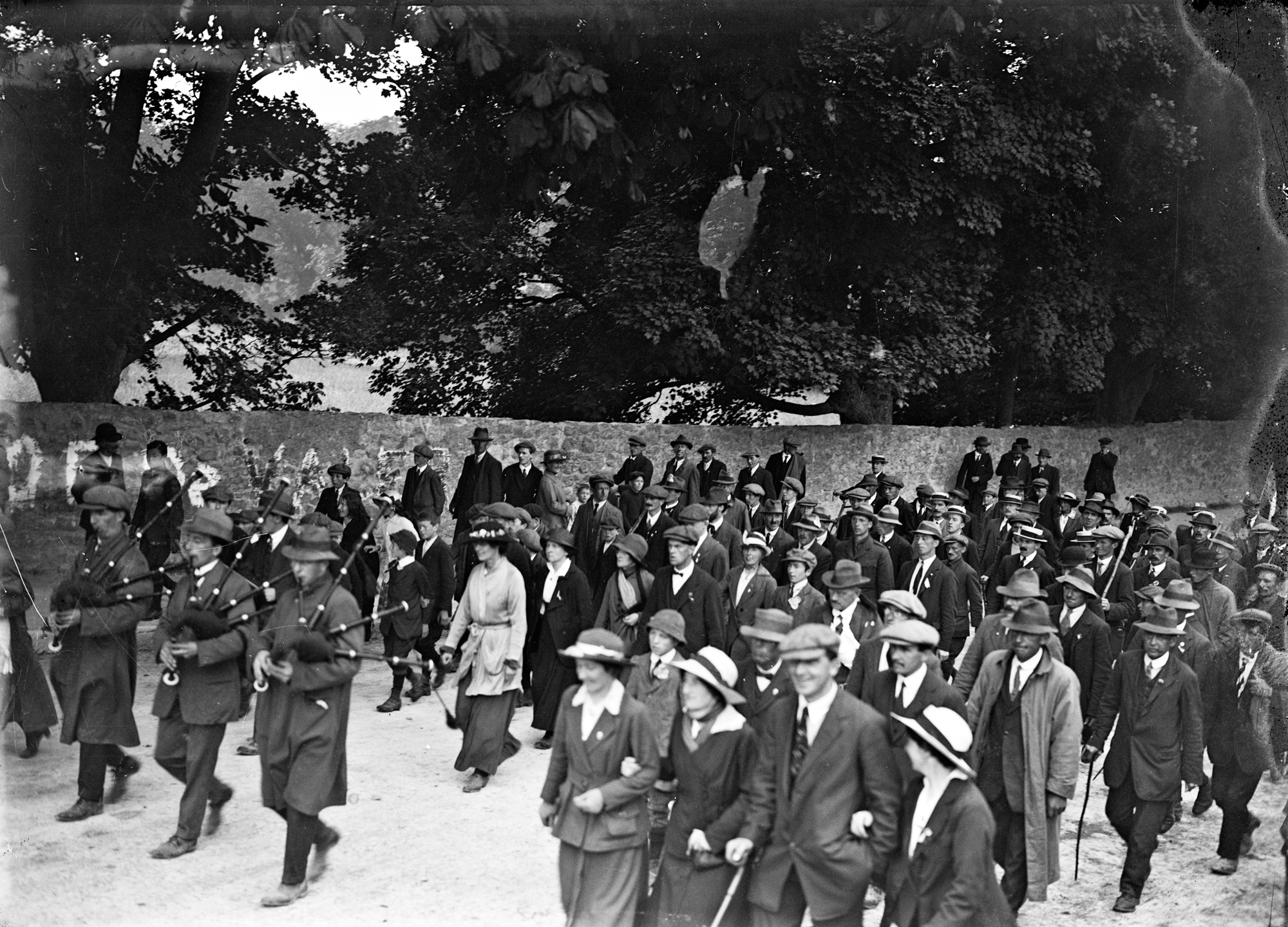
Verkiezingsoptocht geleid door Markievicz in County Clare

In 1918 werd Markievicz weer gevangen gezet, vanwege haar aandeel in antidienstplichtactiviteiten. Desondanks is zij bij de algemene verkiezingen van dat jaar in het Britse parlement verkozen, voor het kiesdistrict van Dublin St Patrick's. Daarbij versloeg ze haar tegenstander, William Field, met 66% van de stemmen en werd zij een van de 73 Sinn Féin-parlementsleden. Constance Markievicz was zodoende de eerste vrouw die werd verkozen in het Lagerhuis van het Verenigd Koninkrijk.
In overeenstemming met het abstentionistische beleid van Sinn Féin nam zij echter niet plaats in het Lagerhuis.
Markievicz zat nog steeds in de Holloway-gevangenis, toen tijdens de onafhankelijkheidsstrijd de revolutionaire Ierse Republiek werd uitgeroepen (21 januari 1919). Haar collega's en medestrijders verzamelden zich in Dublin voor de eerste vergadering van hun eigen parlement, de Eerste Dáil. Zijzelf was ook tot parlementslid (Teachta Dála) verkozen.
Bij de verkiezingen van 1921 is ze herkozen in de Tweede Dáil. 
Markievicz was minister van Arbeid van april 1919 tot januari 1922, in het tweede en derde kabinet van deze vergadering der Staten-Generaal van de Ierse Republiek. Daarmee werd ze zowel de eerste vrouwelijke Ierse kabinetsminister, als de tweede vrouwelijke minister in Europa. Tot 1979 was zij ook de enige vrouwelijke kabinetsminister in de Ierse geschiedenis; toen werd Máire Geoghegan-Quinn benoemd tot minister van de Gaeltacht, namens de Fianna Fáil.

## Burgeroorlog
Markievicz verliet de regering in januari 1922 samen met Éamon de Valera (president van de Ierse Republiek) en andere tegenstanders van het Anglo-Iers Verdrag (Anglo-Irish Treaty). Ze vocht actief voor de republikeinse zaak in de daarop volgende Ierse Burgeroorlog en deed mee aan de bezetting van Moran's Hotel in Dublin. Na de burgeroorlog trok ze door de Verenigde Staten om fondsen te werven voor een volledig onafhankelijk Ierland. Zij was niet verkozen tijdens de Ierse algemene verkiezingen van 1922, maar kwam terug bij de verkiezingen in 1923 voor het kiesdistrict Dublin South. Evenals andere republikeinse kandidaten nam zij niet plaats in het parlement. Haar standvastige republikeinse opvattingen deden haar opnieuw in de gevangenis belanden. Daar ging zij met 92 andere vrouwelijke gevangenen in hongerstaking. Binnen een maand werd ze vrijgelaten.

## Fianna Fáil
Ze verliet Sinn Féin en voegde zich in 1926 bij de nieuw op te richten partij Fianna Fáil, waarvan zij de openingszitting voorzat in La Scala Theatre. Bij de algemene verkiezingen van juni 1927 werd ze voor Fianna Fáil herkozen in de vijfde Dáil en deed daarmee haar belofte gestand terug te keren naar het Ierse parlement, de Dáil Éireann. Zij stierf echter vijf weken later, nog voordat ze zitting kon nemen in dat parlement. Haar collega-parlementsleden van Fianna Fáil tekenden de eed van trouw aan koning George V en namen op 12 augustus 1927 zitting in de Dáil. Partijleider Éamon de Valera beschreef die eed als "een lege politieke formule".

## Overlijden

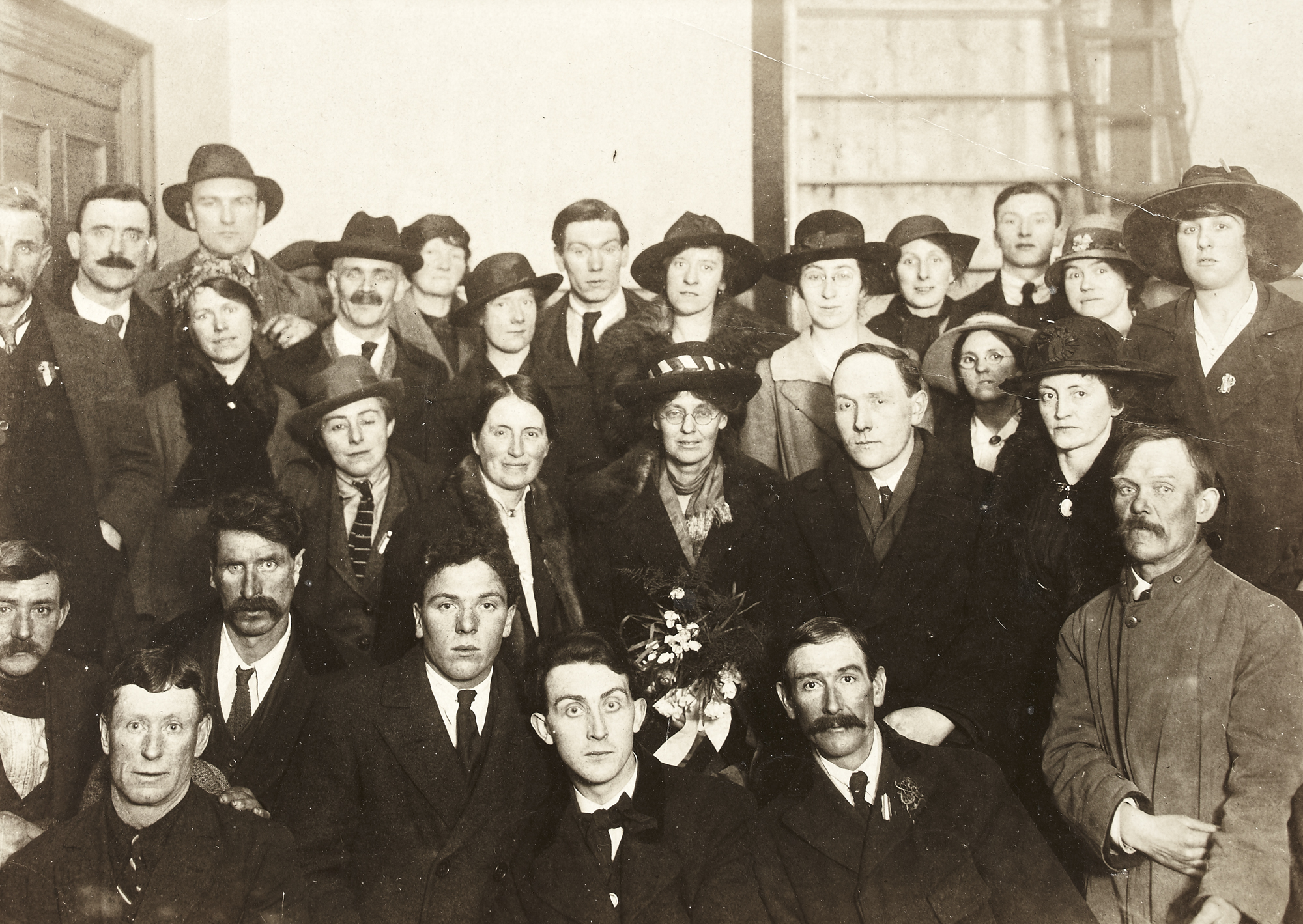
Liberty Hall (1919) in de nacht dat Countess Markievicz werd vrijgelaten

Markievicz stierf op 15 juli 1927 op 59-jarige leeftijd aan complicaties bij een blindedarmontsteking. Ze had haar laatste bezittingen weggegeven en overleed op een openbare afdeling “tussen de armen waaronder ze wilde zijn". Een van de artsen die haar behandelden, was haar mederevolutionair Kathleen Lynn. Aan haar bed stonden ook Casimir en Stanislas Markievicz, oud-president Éamon de Valera en suffragette Hanna Sheehy-Skeffington (IWFL).
Zij werd begraven op Glasnevin Cemetery in Dublin, omdat de regering van de Vrijstaat haar een staatsbegrafenis weigerde. De Valera hield de begrafenistoespraak. Haar graf ligt niet ver van de graven van Maud Gonne, Daniel O'Connell, Charles Stewart Parnell, James Larkin en Michael Collins af.
Memoiresschrijver Seán O'Casey zei over haar: ’Eén ding had ze in overvloed – fysieke moed, daarmee ging ze gekleed als met een gewaad.’

## Nalatenschap
In 2018 schonk de Ierse regering een portret van Markievicz aan het Britse Lagerhuis, ter nagedachtenis aan de Representation of the People Act uit 1918, waarin bepaalde vrouwen voor het eerst kiesrecht verkregen.

### Werken
Daarnaast is een aantal, veelal politieke, geschriften Markievicz’ hand bewaard gebleven en uitgegeven.
- A Battle Hymn (1954)
- A Call to the Women of Ireland (1918)
- Fianna Handbook (1914)
- James Connolly’s Policy and Catholic Doctrine (1923/24)
- Prison Letters (In 1934 heruitgegeven)
- What Irish Republicans stand for (1923)
- Memories
- Tom Clark and the First day of the Republic
- Lark, the Fianna, and the King’s Visit
- The King’s Visit
- Going to Jail
- Mr Griffith
- Mr. Griffith and Mr. Healy
- A Note on Eamon De Valera

## Trivia
- In 2016 bracht RTÉ (Raidió Teilifís Éireann) de miniserie Rebellion uit, een geromantiseerd verhaal over de Paasopstand, waarin Camille O’Sullivan de rol van Countess Constance Markievicz vertolkt. Deze serie is tevens te bekijken via Netflix.
- Constance Markievicz had nog een bijnaam: ‘Vélo’, omdat ze zich graag per fiets verplaatste, haar ‘fixie.’[1]

## Secundaire literatuur
- (en) O'Faolain, Seán (1934). Constance Markievicz.
- (en) Lawlor, Damian (2009). Na Fianna Éireann and the Irish Revolution – 1909–1923.
- (en) Marreco, Anne (1967). The Rebel Countess: The Life and Times of Constance Markievicz.
- (en) Norman, Diana (1987). Terrible Beauty: A Life of Constance Markievicz, 1868–1927.
- (en) Haverty, Anne (1993). Constance Markievicz: Irish Revolutionary.
- (en) McGowan, Joe (2003). Constance Markievicz: The People's Countess.
- (en) Van Voris, Jacqueline (1967). Constance de Markievicz: In The Cause of Ireland. University of Massachusetts Press, Boston.
- (fr) Joannon, Pierre (2006). Histoire de l’Irlande et des Irlandais. Perrin, Parijs. ISBN 2-286-02018-3.